# Concert per a trompeta (Haydn)

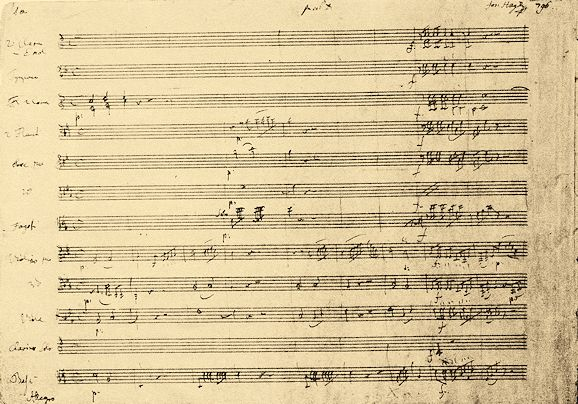
Primera pàgina de la partitura autògrafa del Concert per a trompeta d'Haydn

El Concert per a trompeta i orquestra en mi bemoll major, Hob. VIIe/1 (Concerto per il Clarino) és l'únic concert per a aquest instrument del compositor austríac Joseph Haydn.

## Història
Va ser compost per Haydn l'any 1796, quan tenia 64 anys, a petició d'Anton Weidinger.
Weidinger va ser un trompetista de la cort de Viena que va desenvolupar una nova trompeta, la trompeta de claus, un instrument musical de cinc claus capaç d'executar cromatismes i amb dues octaves de registre, superant les limitacions de les tradicionals trompetes naturals, que només podien desenvolupar les notes de la sèrie harmònica natural. Durant 4 anys, Weidinger va provar el seu nou instrument amb obres més senzilles per millorar tècnicament, i quan va tenir la tècnica dominada, va afrontar el nou concert com a solista, que es va estrenar el 22 de març de 1800 a Viena, a l'antic Burgtheater actualment ja demolit. Pocs anys després, la trompeta de claus va quedar en un segon pla a causa de la invenció de la trompeta de tres pistons, creada a partir de 1813, i es va rellevar com a trompeta per a l'exèrcit.
En el llibre de H.C. Robbins Landon, Haydn. Chronicle and Works l'autor fa referència al diari de Joseph Carl Rosenbaum, comptable del príncep Nicolás II de Esterházy, on es relata el dia de l'estrena de l'obra. En ell es pot llegir que la sala de concerts estava pràcticament buida. Una teoria no corroborada encara és que la gent no va assistir al concert perquè Haydn no dirigia l'estrena. Tanmateix, els pocs que hi havia escoltant van quedar fascinats per la innovació de la trompeta de claus i la musicalitat de la peça.
El manuscrit original és de 1976, però, com passa amb tantes obres, el manuscrit no es va publicar quan l'autor encara era viu i es va perdre durant dècades. Fou Paul Handke, trompetista de l'Orquestra Simfònica de Chicago, qui el descobreix a finals del segle xix  i el torna a interpretar. El manuscrit passa a altres instrumentistes que l'interpreten a Viena o Dresden. El primer enregistrament del concert data de 1938, a càrrec de la BBC i Columbia Records. A més de les versions orquestrals, el 1929 sorgeix una primera edició reduïda per a trompeta i piano.
Gràcies al seu redescobriment, avui dia el Concert per a trompeta de Haydn és una de les obres més reconegudes i tocades pels millors trompetistes del món. Com diu Robbins Landon en el seu llibre:
“Des de l'obscuritat gairebé total, avui ha esdevingut el seu treball més popular i, de fet, l'únic concerto de Haydn que rivalitza amb els de Vivaldi, Bach, Mozart and Txaikovski.”

## Anàlisi musical

### Instrumentació
La peça està escrita per als següents instruments: 2 flautes, 2 oboès, 2 fagots, 2 trompes, 2 trompetes (en mi bemoll), secció de corda i timbales. Les trompetes de la massa orquestral actuen en suport de les trompes i les timbales.

### Estructura
- I. Allegro (sonata), en mi bemoll major
- II. Andante (sonata), en la bemoll major
- III. Finale Allegro (rondó), en mi bemoll major

#### Primer moviment
Està escrit en forma sonata, comença amb un allegro en el qual la trompeta utilitza les seves característiques ja conegudes, en forma de fanfara, tocs percudits, de les composicions precedents, però posa de manifest les capacitats melòdiques del nou instrument. Com és habitual en el període clàssic, el moviment s'inicia amb introducció de l'orquestra sola, que en presenta els temes principals . No obstant això, ja hi ha alguns tocs de la trompeta en aquesta introducció, un toc fort i dos arpegis a manera de fanfara, suposadament per a permetre al solista escalfar el tub de l'instrument i poder realitzar la seva entrada temàtica perfectament afinat. Aquí apareix la primera, i sorprenent per a l'època, manifestació melòdica i lírica d'aquesta trompeta en el seu registre baix, amb ús de cromatisme. El moviment acaba amb tocs de fanfara més típics.

#### Segon moviment
És un andante, també en forma sonata, en la tonalitat veïna de La bemoll major, de to romàntic, amb una melodia lírica semblant a l'himne austríac que compondria a l'any següent per a donar al seu país un equivalent al «Déu salvi al rei» britànic (i que derivaria del 2n moviment del Quartet Emperador, op. 76 núm. 3, de 1797), en el qual recorre a les modulacions ara possibles amb la nova trompeta (per exemple a Do bemoll major, impossible fins llavors per a una trompeta) i als cromatismes, amb descensos en semitons durant el seu curt desenvolupament (mi bemoll, re, re bemoll, do). Aquí el solista es permet “cantar” com mai ho havia fet una trompeta en els càlids sons greus.

#### Tercer moviment
Conclou amb el tercer moviment finale-allegro en forma rondó de caràcter virtuosíssimo, amb fanfares i gran energia.